# Podstawowa organizacja partyjna
Podstawowa organizacja partyjna, POP – najmniejsza jednostka (komórka) Polskiej Zjednoczonej Partii Robotniczej (sprawującej władzę w Polskiej Rzeczypospolitej Ludowej). Podstawowe organizacje partyjne istniały w zakładach pracy, uczelniach i instytucjach kulturalnych w latach 1949–1989.
Do podstawowej organizacji partyjnej należał każdy członek PZPR. Dla jej utworzenia potrzeba było co najmniej trzech członków partii. Tam, gdzie POP miała więcej niż 100 członków i kandydatów, za zgodą komitetu wyższego szczebla (miejskiego, gminnego, miejsko-gminnego, dzielnicowego) tworzono komitety zakładowe, które zarządzały utworzoną organizacją partyjną. POP dzieliły się na mniejsze, oddziałowe organizacje partyjne (OOP). OOP mogły posiadać uprawnienia w zakresie przyjmowania, skreślania i udzielania kar partyjnych, a komitety zakładowe uprawnienia komitetów gminnych, miejsko-gminnych, miejskich lub dzielnicowych. 	 
Główne zadania podstawowej organizacji partyjnej: 
- formułowanie wniosków programowych do zjazdu, konferencji sprawozdawczo-wyborczych
- opiniowanie projektów programów
- zgłaszanie wniosków i postulatów
- żądanie informacji w sprawach polityki partii i sytuacji społeczno-politycznej od komitetów partyjnych
- przedstawianie wstępnych propozycji i wyrażanie stanowiska wobec członków POP kandydujących do władz partyjnych
- wyrażanie stanowiska wobec osób kandydujących z ramienia PZPR do organów przedstawicielskich
- ocena postaw swych członków, wyróżnianie najbardziej aktywnych członków.

Główne zadania władz POP/KZ: 	 
- realizacja uchwał zjazdu PZPR oraz przestrzeganie zadań statutowych
- organizowanie zebrań (nie rzadziej niż raz w miesiącu)
- programowanie i planowanie pracy
- planowanie tematyki zebrań oraz ich przygotowywanie merytorycznie i organizacyjnie
- przygotowywanie projektów uchwał
- opracowywanie harmonogramu realizacji uchwał POP/KZ przyjętych na zebraniu oraz kontrola ich wykonania
- organizacja pracy ideowo-wychowawczej w zakładzie pracy (instytucji)
- omawianie ważnych problemów politycznych, społecznych i ekonomicznych zakładu (instytucji)
- ocena pracy osób pełniących z rekomendacji POP/KZ funkcje partyjne i społeczne

Obowiązki sekretarzy POP/KZ: 
- organizowanie pracy egzekutywy w okresie między zebraniami
- przewodniczenie zebraniom i posiedzeniom egzekutywy
- reprezentowanie podstawowej organizacji partyjnej
- przekazywanie informacji i postanowień z nadrzędnych komitetów partyjnych dotyczących działalności partii.

Po wyborach parlamentarnych w 1989 roku PZPR utraciła swoją monopolistyczną pozycję i charakter partii państwowej. Podstawowe organizacje partyjne zlikwidowano jesienią tego samego roku.

## Przykłady podstawowych organizacji partyjnych PZPR
- Podstawowa Organizacja Partyjna PZPR na Węźle Polskich Kolei Państwowych w Ostrowie Wielkopolskim
- Podstawowa Organizacja Partyjna PZPR przy Zespole Szkół Gastronomicznych w Ostrowie Wielkopolskim
- Podstawowa Organizacja Partyjna PZPR przy Gminnej Spółdzielni Samopomoc Chłopska w Ostrowie Wielkopolskim
- Podstawowa Organizacja Partyjna PZPR Przedsiębiorstwa Budownictwa Rolniczego „Opoczno” w Opocznie
- Podstawowa Organizacja Partyjna PZPR przy Ambasadzie PRL w Szwecji